# Rubén Mattos
Rubén Mattos (Buenos Aires, 2 de junio de 1951) es un cantante que tuvo gran éxito durante de los años setenta, popularizado por el programa de televisión Alta Tensión en el Canal 13 (de Buenos Aires), y fue el cantante de canciones populares como «Salta, salta, pequeña langosta» y «Que la dejen ir al baile sola».

## Biografía
Rubén Omar Matos (verdadero nombre) nació en el barrio porteño de Boedo y tuvo una adolescencia entre sus dos pasiones: el fútbol y la música. Jugó en las inferiores de San Lorenzo.
Desde muy chico se inspiraba en grandes de la música como The Beatles, Jefferson Airplane y los Rolling Stones. Formó un conjunto que pasó por varios nombres como The Thanks, Mau Mau, y Tarjeta Postal. Con ese conjunto musical intervinieron en el Primer Festival de Música Beat y obtuvieron el segundo puesto.
En 1969 ―a los 18 años― grabó por primera vez en la empresa discográfica EMI Odeón. A los 20 fue integrante de Alta Tensión, un programa televisivo que marcó una época en cuanto a la moda y la música, que se emitía por Canal 13 (Buenos Aires). También fue empleado de la Bagley donde trabajó en computadoras. Su horario era bien temprano lo que le permitía trabajar en Alta Tensión al mismo tiempo. Luego decidió quedarse en el programa musical y renunció a su otro empleo.
A partir de esos momentos comenzó una carrera artística donde quedan grabados los temas más referentes de los años setenta. Con el tema «Salta, salta, pequeña langosta» se catapultó a la fama y reconocimiento social en varios países como España, Alemania y Países Bajos.
En los años siguientes se desempeñaría como sonidista de la obra teatral La Jaula de las Locas, protagonizada por Carlos Perciavale y Tato Bores.
Luego realizó una gira internacional por diversos países de América presentando su LP editado por CBS Columbia. Realizó producciones en televisión, teatro y radio.
En el año 2002 participó en el sketch «Enrique, el antiguo» del exitoso programa Poné a Francella.
En el verano del 2008 hizo radio con Juan Alberto Badía en la ciudad marítima de Pinamar, siempre con la música del recuerdo y participó de la película Titanes en el Ring.
En 2010 formó ―junto a Donald y Juan Eduardo― la obra Los Reyes del Recuerdo.
En 2012 participó en el espectáculo Barbierísima junto a Carmen Barbieri, Beto César, Germán Kraus y Zulma Faiad.
En 2013 hizo algunos shows por Crónica TV donde participa junto con otros conocidos cantantes como Donald para recordar la música de aquellos tiempos.

## Conducción
En 1977 condujo un programa con Juan Alberto Badía, Entre amigos en el viejo ATC (actual Canal 7).
También condujo 30 y Pico con Manuela Bravo en el año 2005.

## Canciones
Rubén Mattos compuso una gran cantidad de temas que lo hicieron famoso en las décadas pasadas:
- Quiero comerte a besos
- Sal y sol en tu piel
- Salvaje peligrosa
- Princesa
- Un día contigo
- Dime, linda chiquilina
- Cambiá el mal humor
- La gorda
- Llegó el verano
- Nuestra última canción
- De boliche en boliche
- Tengo locura por bailar
- Manda rosas a Sandra[3]

## Discografía
- 1973: "Rubén Mattos" - RCA VICTOR
- 1975: "Rubén Mattos" - CBS
- 2004: "20 Secretos de Amor" - BMG ARIOLA ARGENTINA
- 2006: "Presenta La Gorda nuestra última canción" - PRO COM S.R.L.

## Simples
- 1970: "Salta pequeña langosta" (Simple) - RCA VICTOR
- 1972: "Nena de papá / Decí que si mi amor" (Simple) - RCA VICTOR
- 1972: "Que la dejen ir al baile sola / Tengo locura por bailar" (Simple) - RCA VICTOR
- 1973: "Si realmente piensas refugiarte en mi / No hay que llorar así" (Simple) - RCA VICTOR
- 1974: "Son solo cosas del amor / Nuestra última canción" (Simple) - CBS
- 1975: "El amor es algo mágico / Simplemente Juan" (Simple) - CBS
- 1976: "Si no te amase / El sol en tu ventana" (Simple) - CBS

## Televisión
- 1977: "Entre amigos"
- 2005: "30 y Pico"
- 2010 a 2012: "Si fuera como ayer"
- 2017 - 2018: "Si fuera como ayer"